# Corona 90
Corona 90 – amerykański satelita rozpoznawczy do wykonywania zdjęć powierzchni Ziemi. Piętnasty statek serii KeyHole-4A tajnego programu CORONA. W trakcie pierwszych sześciu okrążeń Ziemi, w związku z problemami z telemetrią, obszar obejmowany przez kamery różnił się od zaplanowanego. Film z jednej z kamer zawierał niewielkie obszary nieostrego obrazu.

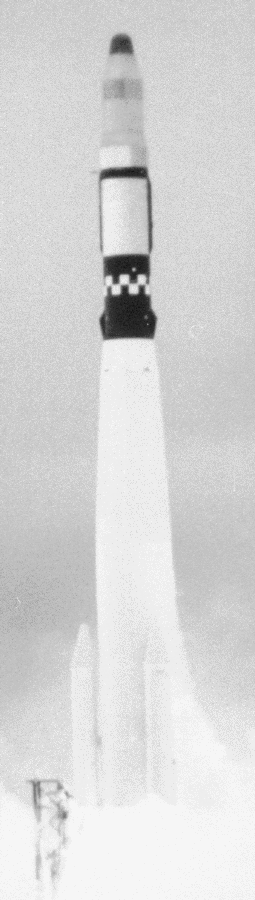
Start rakiety Thor Agena D z satelitą Corona 90